# 雷内拉
雷内拉，是西班牙卡斯蒂利亚-拉曼恰瓜达拉哈拉省的一个市镇。总面积20平方公里，总人口53人（2001年），人口密度3人/平方公里。